# Reine France
Reine France, née le 7 janvier 1927 à Montréal dans la province de Québec et morte le 22 mai 1996 dans la même ville, est une comédienne canadienne. 
Elle a fait de la figuration au cinéma, elle a participé a quelques productions théâtrales, elle a fait de nombreuses participations dans les romans radiophoniques en plus de ses rôle a la télévision. Elle est notamment connu  pour son rôle d'Inonda Dugas dans la série télévisée Rue des Pignons scénarisé par Mia Riddez-Morisset. Puis, elle a incarné le rôle de Marthe Parrot (tante Matou) dans la série télévisée Terre Humaine diffusé entre 1978-1984. Elle joue le rôle de Candide B. Clermont dans la série télévisée Entre chien et loup diffusé entre 1984-1992 scénarisé par Aurore Dessureault-Descôteaux.

## Biographie
Attirée par l'art de la comédie, alors que toute jeune elle assistait avec sa mère ou sa grand mère, les samedis après-midi, aux représentations du théâtre Arcade. Reine France a développé le goût du théâtre, élève de Mme Riddez, d'Henri Norbert, elle a obtenu une médaille d'argent au Conservatoire la Salle[réf. nécessaire]. Elle a joué dans les théâtres d'amateurs, dans des rôles aussi variés que Les Malheurs de Sophie ou celui de la Vierge dans La Passion du temps de Pâques. Elle a connu les tournées dans les petits villages, jusqu'à se rendre, par le train, à Cookshire pour présenter un spectacle. Le théâtre fut joué a une époque où devenir comédienne ne s'organisait pas nécessairement avec l'approbation de sa famille, mais cela ne les a pas empêcher de la soutenir. Au début de sa carrière de comédienne, Reine France est insécure financièrement. Elle prend un emploi comme secrétaire à l'Union des artistes, ce qui lui permet de continuer en même temps sa carrière d'actrice. Elle deviendra par la suite secrétaire de la scénariste Mia Riddez-Morisset.
Reine France organise plusieurs campagnes de finance afin d'améliorer la qualité de vie des ainées. Une cause qu'elle défendra jusqu'à son décès d'un cancer de l'intestin à l'hôpital Maisonneuve-Rosemont de Montréal,. En 1985, Elle est la cofondatrice avec ses camarades Renée Girard et Raymond Poulin de la maison d'accueil pour les artistes dans le besoin Chez nous des artistes. D'ailleurs, elle fut présidente de l'organisme. L'objectif de ce projet est de fournir des appartements confortables et sécuritaires à un prix raisonnable à des artistes vieillissants, mais aussi de leur permettre de se retrouver entre eux afin de pouvoir tout à la fois partager leurs souvenirs communs et vivre ensemble. Face à plusieurs problématiques financières l'organisme se met à accueillir des artistes de tous âges et de tous horizons, au grand déplaisir des premiers locataires. L'organisme revu le jour sous le nom la Maison des artistes.

## Télévision
- 1985 : Un amour de quartier, téléroman : Rose
- 1985-1993 : L'Or du temps, téléroman : Mme Gonthier
- 1984-1992 : Entre chien et loup, téléroman : Candide B. Clermont
- 1978-1984 : Terre humaine, téléroman : Marthe Parrot (Tante Matou)
- 1977-1978 : Les As, téléroman : Mado
- 1966-1977 : Rue des Pignons, téléroman : Inonda Dugas

## Théâtre
- Entre le rire et le rêve (1979[12])
- Un comte en noir et blanc (1978[13])